# Limpopo (film 1939)
Limpopo (ros. Лимпопо) – radziecki czarno-biały film animowany z 1939 roku w reżyserii Leonida Amarlika i Władimira Połkownikowa oparty na podstawie utworu Kornieja Czukowskiego pt. Doktor Nicnieboli (Доктор Айболит).

## Obsada (głosy)
- Andriej Tutyszkin
- Władimir Lepko
- Julija Julskaja
- Irina Mazing

## Fabuła
Film opowiada o lekarzu, który udaje się do Afryki, aby leczyć chore zwierzęta.

## Animatorzy
Boris Titow, Lew Popow, Lidija Riezcowa, Konstantin Malszew, Boris Diożkin, Walentin Łałajanc, Faina Jepifanowa, Nikołaj Fiodorow